# Bungarus multicinctus
Bungarus multicinctus és una espècie de serp molt verinosa de la família dels elàpids que viu a gran part del centre i sud de la Xina i el sud-est asiàtic. L'espècie fou descrita el 1861 pel científic Edward Blyth. Se'n coneixen dues subespècies: B. m. multicinctus (nominotípica) i B. m. wanghaotingi. El seu hàbitat principal són els aiguamolls, tot i que també ocupa altres medis.
Produeix α-bungarotoxina, que provoca afectacions respiratòries.

## Etimologia
S'ha conegut aquesta espècie amb el nom de Bungarus multicinctus des de la seva descripció pel zoòleg i farmacèutic Edward Blyth el 1861. El seu nom genèric, Bungarus, és una llatinització de la paraula telugu baṅgāru ('krait') El seu nom específic, multicinctus, deriva de l'arrel llatina multi-, la forma combinatòria de multus ('molt'), i la paraula llatina cinctus, que és el participi de cingere ('encerclar'). Així doncs, el nom complet Bungarus multicinctus significa 'krait de moltes bandes'.

## Taxonomia i evolució

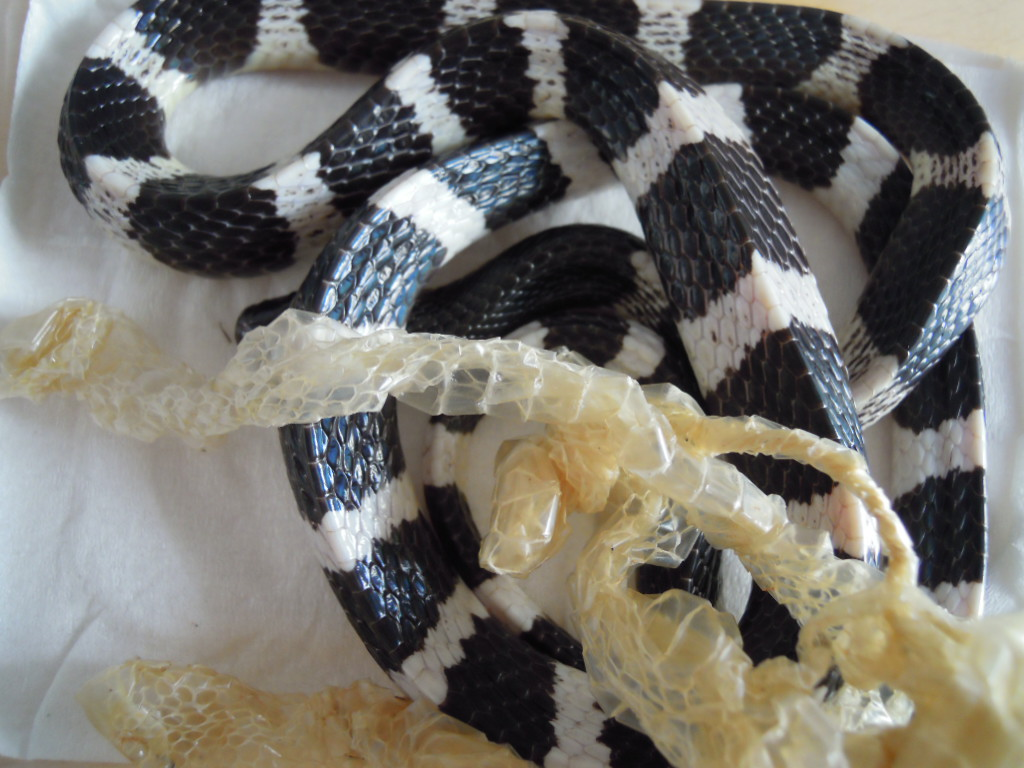
Un exemplar que ha mudat la pell

B. multicinctus pertany a la família dels elàpids i el gènere Bungarus. Les espècies d'aquest grup són endèmiques d'Àsia i comparteixen una sèrie de caràcters morfològics que en fan un tàxon coherent. El gènere conté 12 o 13 espècies que, segons McDowell (1987), presenten diferències morfològiques respecte al gènere Naja i els elàpids africans. McDowell exposà que «Àfrica té la major diversitat d'espècies, però els [gèneres] asiàtics Bungarus i Ophiophagus tenen una anatomia tan peculiar que apunta cap a una divergència molt antiga». Altres investigadors, com ara Slowinski, creuen que els kraits (Bungarus) formen part d'un clade afí al grup que inclou la cobra reial (Ophiophagus hannah) i, sorprenentment, les mambes africanes (Dendroaspis) en l'arbre de major parsimònia o els elapsoïdeus en l'arbre de major probabilitat. Aquest resultat posa en dubte el monofiletisme de les cobres i destaca la incertesa de l'homologia del comportament de desplegament de caputxó en les cobres i les mambes. Les relacions de Dendroaspis, Ophiophagus, i Bungarus diferien entre les anàlisis de major parsimònia i major probabilitat, fet que indica que cal continuar treballant per a aclarir les relacions d'aquests tàxons problemàtics. Els descobriments de McDowell sobre el tàxon germà de Bungarus i les serps marines (Hydrophiinae) suggereixen que els kraits podrien ser un clade permutable entre els elàpids «erectors del palatí» i els hidrofins «arrossegadors del palatí». Dos gèneres d'hidrofins, Salomonelaps i Loveridgelaps, reforcen especialment la hipòtesi de McDowell per la seva abundància de caràcters compartits. El 1983, Mao et al. demostraren que B. multicinctus diferia una mica dels seus congèneres i tenia un perfil immunològic més similar al de Laticauda, els elàpids terrestres australians i les serps marines vertaderes que al d'Elapsoidea sundevalli, la cobra d'ulleres (Naja naja) o dues espècies de Micrurus. Minton (1981), Schwaner et al. i Cadle i Gorman (1981) havien arribat a conclusions similars basant-se en dades immunològiques. B. multicinctus s'assemblava més als elàpids australians, les cobres marines i les serps marines vertaderes que al gran nombre d'elàpids als quals se l'havia comparat anteriorment.

## Descripció

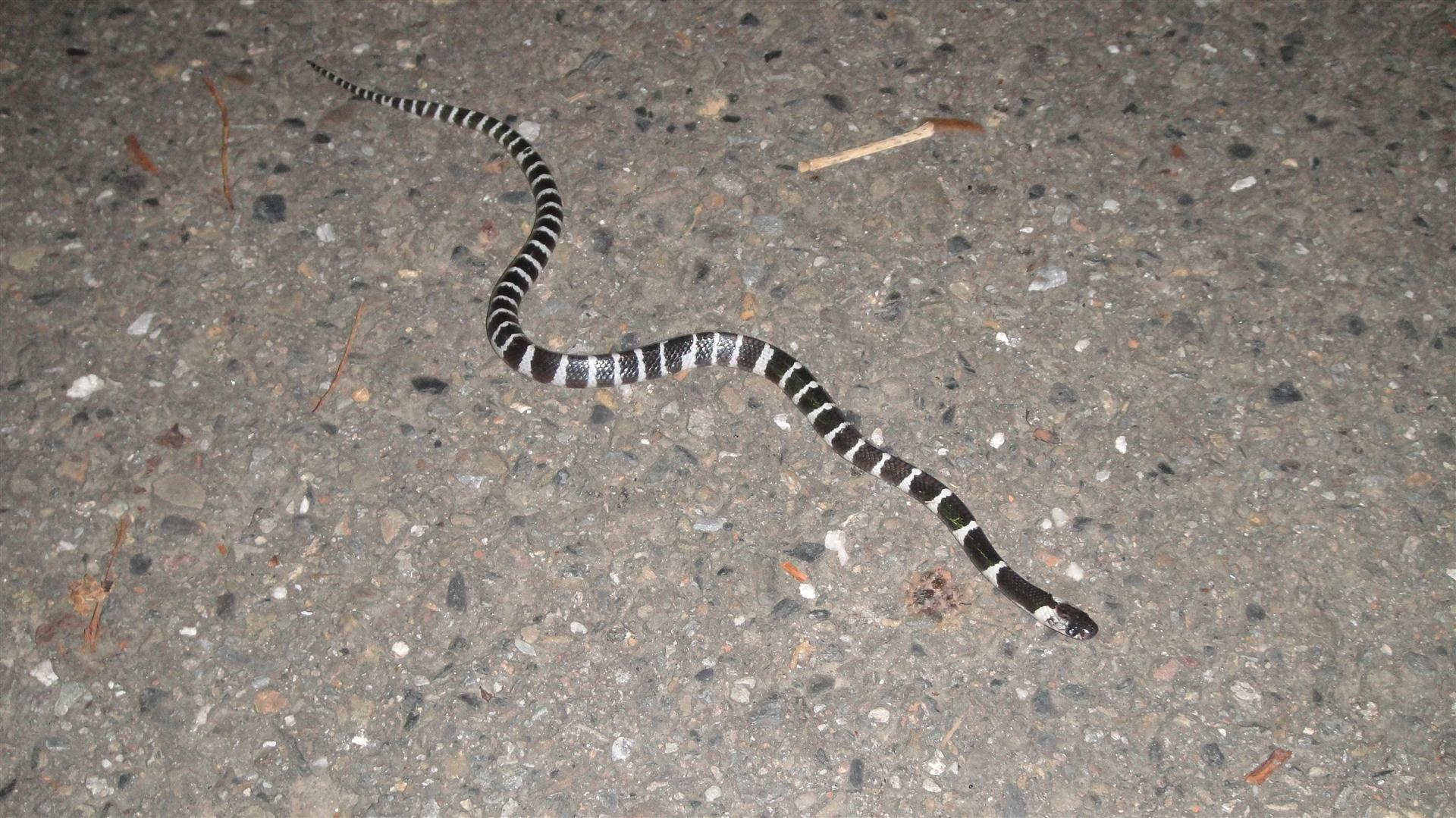
Exemplar a Taiwan

B. multicinctus és una espècie de serp de mida mitjana a grossa, amb una llargada mitjana de 150 cm i una llargada màxima de 185 cm. Té el cos esvelt i una mica comprimit. Té les escates llises i lluents, amb una cresta vertebral prominent. És de color negre a negre blavenc fosc, amb aproximadament 21–30 bandes transversals de color blanc o crema que cobreixen una part significativa de la part superior del seu cos. Els exemplars més llargs solen tenir més bandes. La cua és curta i punxeguda, de color negre i amb 7–11 bandes transversals blanques. En general, el ventre és blanc, però també pot ser blanquinós o de color crema.